# نیکو سانتوس (خواننده)
نیکو سانتس (انگلیسی: Nico Santos؛ زادهٔ ۷ ژانویهٔ ۱۹۹۳) موسیقی‌دان اهل آلمان است. 